# Малая Касфора
Малая Касфора — река в России, протекает по Архангельской области. Устье реки находится в 84 км по правому берегу реки Калажма. Длина реки составляет 14 км.
Приток — Большая Касфора.

## Данные водного реестра
По данным государственного водного реестра России относится к Двинско-Печорскому бассейновому округу, водохозяйственный участок реки — Северная Двина от впадения реки Вага и до устья, без реки Пинега, речной подбассейн реки — Северная Двина ниже места слияния Вычегды и Малой Северной Двины. Речной бассейн реки — Северная Двина.
Код объекта в государственном водном реестре — 03020300412103000034147.